# سیریل ابوکی پو
سیریل ابوکی پو (انگلیسی: Cyril Eboki Poh؛ زادهٔ ۱۱ سپتامبر ۱۹۷۹) بازیکن فوتبال اهل فرانسه است.
از باشگاه‌هایی که در آن بازی کرده‌است می‌توان به باشگاه فوتبال باستیا و باشگاه فوتبال کن اشاره کرد.